# Meunasah Alue (Peudada)
Meunasah Alue is een bestuurslaag in het regentschap Bireuen van de provincie Atjeh, Indonesië. Meunasah Alue telt 724 inwoners (volkstelling 2010).